# Dorfkirche Broock

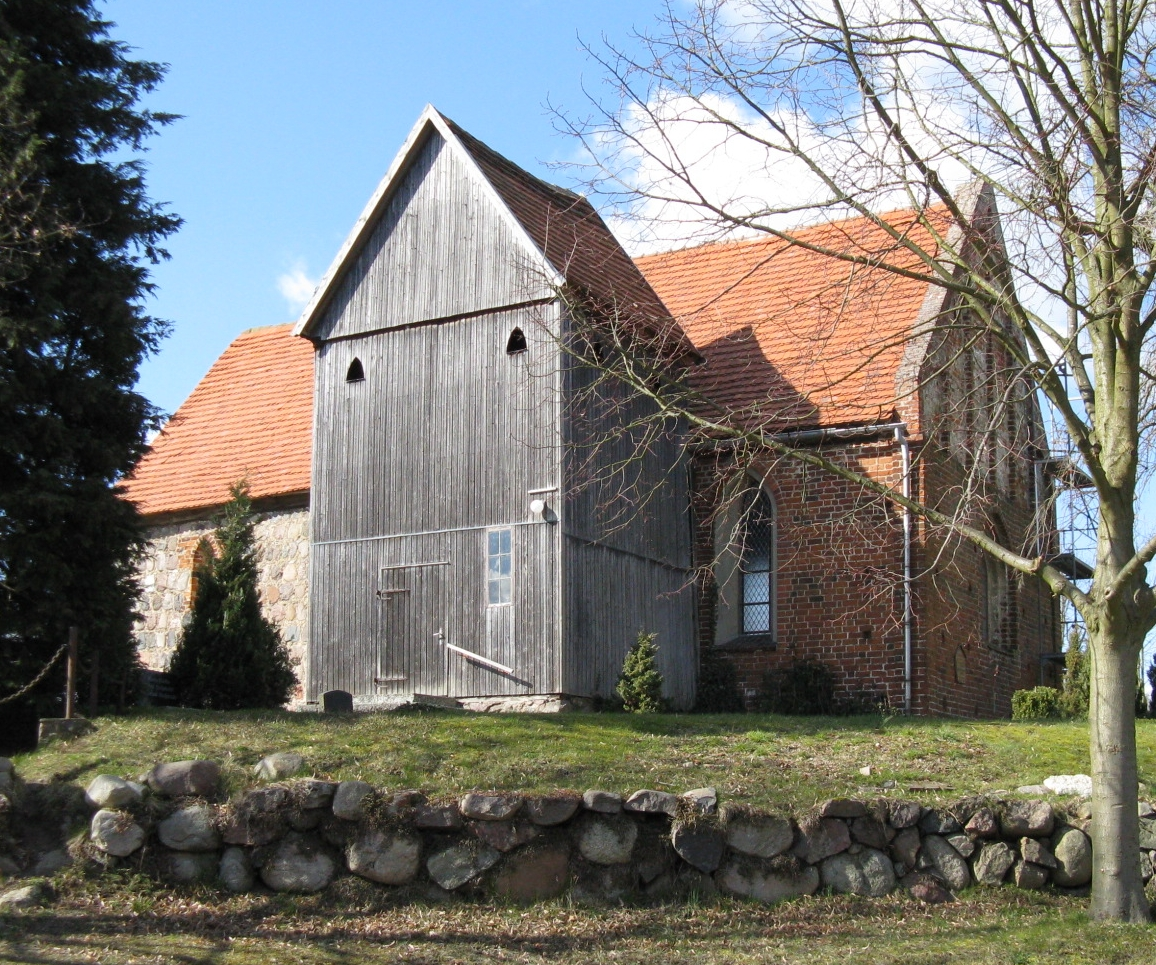
Dorfkirche Broock

Die Dorfkirche Broock ist eine Filialkirche der Evangelisch-Lutherischen Kirchengemeinde Barkow-Broock, die seit 2005 mit der benachbarten Kirchengemeinde Plau am See in der Propstei Parchim im Kirchenkreis Mecklenburg der Evangelisch-Lutherischen Kirche in Norddeutschland (Nordkirche) verbunden ist. Sie vereint Stilmerkmale der Romanik, Gotik und Renaissance.

## Geschichte
Das Dorf Broock wurde 1235 erstmals als Brůk urkundlich erwähnt. Zu dieser Zeit gehörte es zum Kuppentiner Pfarrsprengel. Wahrscheinlich nur wenig später – Schlie vermutet 1252 – kamen Dorf und Kirche als Filial an das 5 km östlich gelegene Pfarrdorf Barkow.

## Baubeschreibung
Der Chor der Dorfkirche ist aus Backstein auf Grundmauern aus Granit errichtet. Die Anlage des Ganzen weist noch in die Romanik, auch wenn der Bau mit Sicherheit später (15. Jh.) errichtet worden ist, wahrscheinlich als Ersatz eines Baues aus dem zweiten Viertel des 13. Jahrhunderts. Am Giebel sind bereits Anklänge an Bauformen der Renaissance zu erkennen.
Das in Feldstein errichtete Langhaus aus der Mitte des 13. Jahrhunderts ist von frühgotischen Formen geprägt. Es ist ebenso wie der Chor mit einer flachen Balkendecke (18. Jahrhundert) versehen, zeigt aber noch Ansätze für eine einst vorhandene Einwölbung. Die Fenster sind offensichtlich verschiedenen Zeitphasen zuzuordnen. Das Südportal, das nach außen durch den davor gebauten Holzturm verdeckt wird, zeigt eingestelltes, frühgotisches Rundstabprofil. Abgesehen vom Baumaterial unterscheiden sich Chor und Langhaus durch ihre Maße im Äußeren nicht. Ein im Westen wohl im 20. Jahrhundert errichteter Vorbau ist vor einigen Jahren wieder abgetragen worden.
Als ungewöhnliche Besonderheit ist der Turm der Kirche direkt vor den südlichen Eingang zum Langhaus angebaut worden und bildet damit zugleich eine Eingangshalle. Der in Holzbauweise mit Satteldach errichtete Turm ist dabei so niedrig, dass er den First des Kirchenschiffes nicht überragt. Die einzige Glocke mit einem Durchmesser von 95,6 cm, einer Höhe ohne Krone von 75,5 cm und einer Masse von etwa 500 kg ist ein Bronzeguss des meckl. Hofglockengießers Peter Martin Hausbrandt in Wismar aus dem Jahr 1855. Inschriften in Versalien sind vorhanden: „SOLI DEO GLORIA“, „FRIEDRICH FRANZ II / GROSSHERZOG VON MECKLENBURG.“, „UMGEGOSSEN 1855.“ und „P. M. HAUSBRANDT HOFGLOCKENGIESSER IN WISMAR.“ Von der bis dahin vorhandenen mittelalterlichen Vorgängerglocke gibt es keine Beschreibung.

## Ausstattung
Die reiche Ornamentmalerei der Holzdecke datiert SCHLIE in das zweite oder dritte Jahrzehnt des 18. Jahrhunderts und konnte 2022 umfangreich saniert werden. Der Altar ist schlicht.
Die Brüstungsorgel (fünf Register, ein Manual und ein angehängtes Pedal) mit flachen Prospekt ist ein Werk von Friedrich Friese III aus dem Jahr 1887. Instandsetzung und veränderte Disposition 1972 durch Orgelbauer Wolfgang Nußbücker aus Plau. 2012 Restaurierung des erhaltenen Werkes und Rekonstruktion der Disposition durch Andreas Arnold Mecklenburger Orgelbau aus Plau. Mit dem Neubau vieler Pfeifen gelang der Firma Arnold die Wiederherstellung des Frieseschen Klangbildes.
Der hölzerne Opferkasten trägt die Inschrift: KLAVS ENGELCKE ANNO 1692.

## Gemeinde
Bereits seit dem 13. Jahrhundert gehört das Dorf Broock als Filial zur Pfarrgemeinde des etwa 5 km östlich gelegenen Dorfes Barkow. Seit dem Jahr 2005 sind die Kirchengemeinde Barkow-Broock, zu der die Dörfer Altenlinden, Kolonie Lalchow, Kritzow und Wessentin gehören, und die Stadtkirchengemeinde St. Marien Plau am See verbundene Gemeinden mit gemeinsamen Pastor, aber eigenen Kirchengemeinderäten.
Seit 2010 ist in Broock ein Förderverein Dorfkirche Broock e. V. aktiv, der sich für die schrittweise Sanierung der Kirche einsetzt. Ein wesentlicher Bauabschnitt mit Dach und Fassade konnte 2014 realisiert werden.

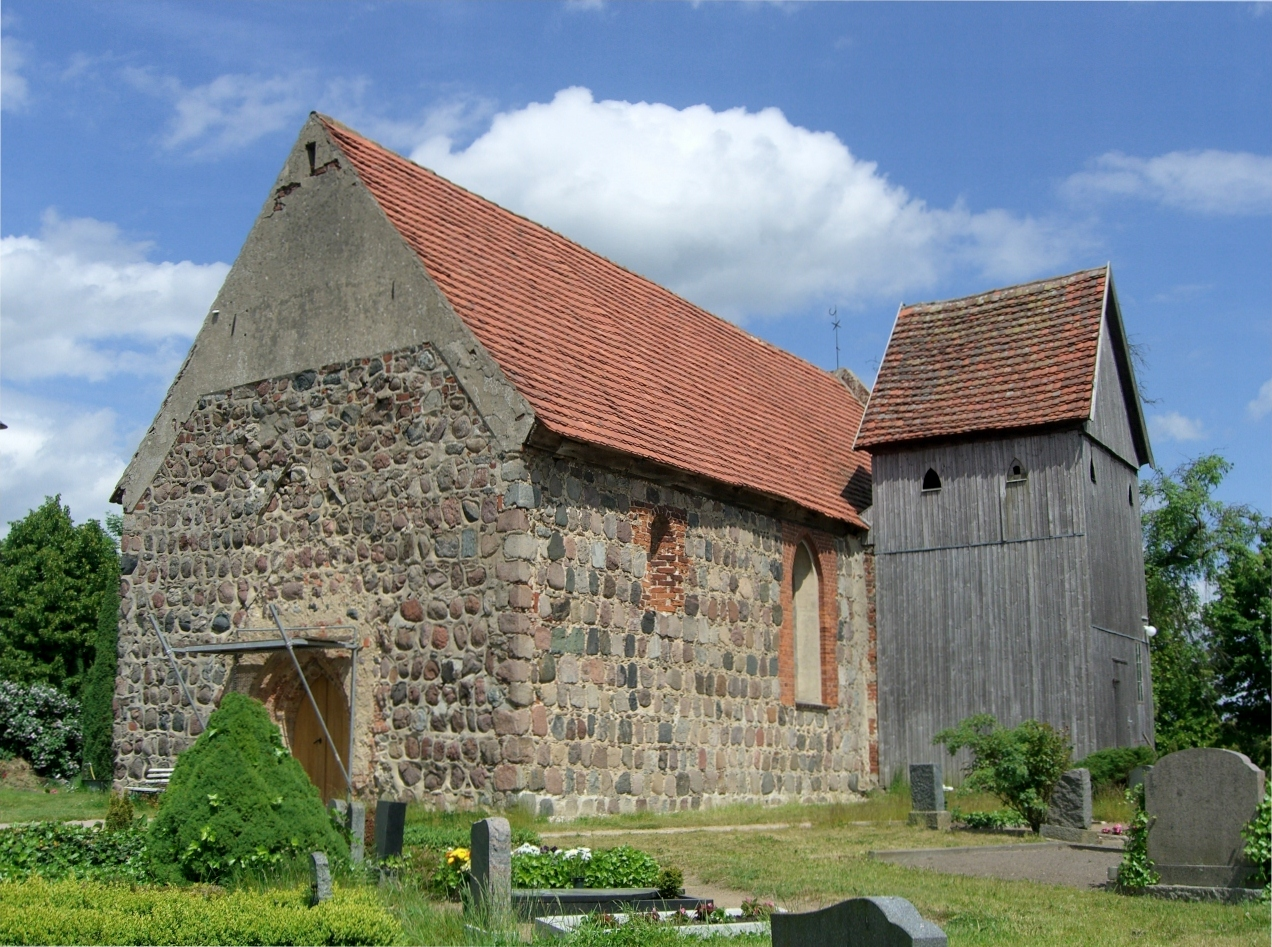
Ansicht von Südwest
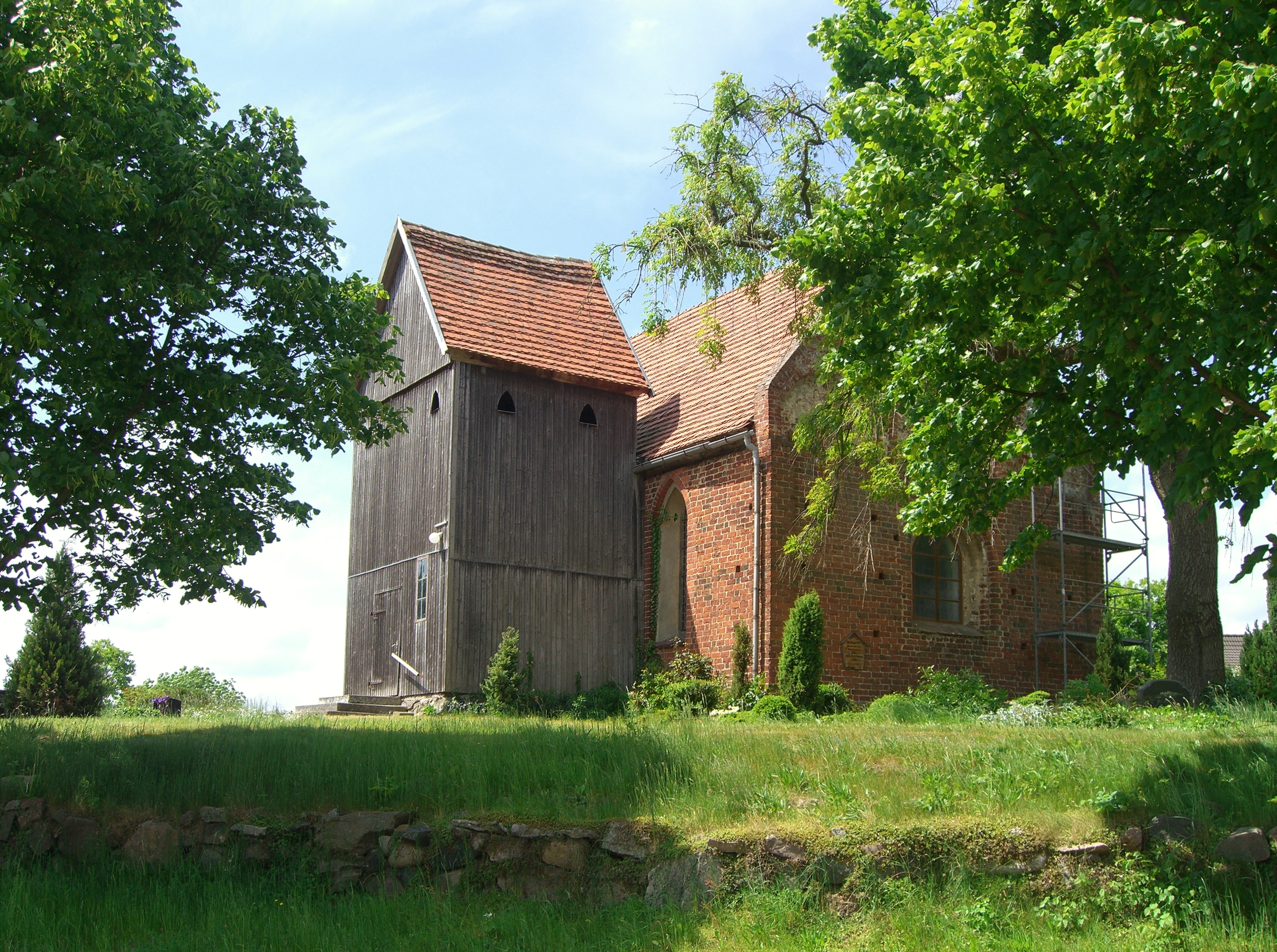
Ansicht von Südost